# Next Management
Next Management es una agencia de modelaje y de talentos fundada en 1989 por Faith Kates. La compañía inicialmente tenía el nombre de Next Model Management, el cual fue cambiado en 2009. La agencia tiene su sede principal en la ciudad de Nueva York y divisiones en Londres, Los Ángeles, Miami, Milán, Montreal, París y Toronto.
La agencia ha representado a modelos como Abbey Lee, Selena Forrest, Daniela Braga, Josie Canseco, Lia Pavlova, Alexa Chung y Alanna Arrington y a personalidades de la música y la televisión como Dua Lipa, ASAP Rocky, Billie Eilish, Diplo, Ella Hunt, Édgar Ramírez y Noomi Rapace, entre otros.